# Капела Скровеньї

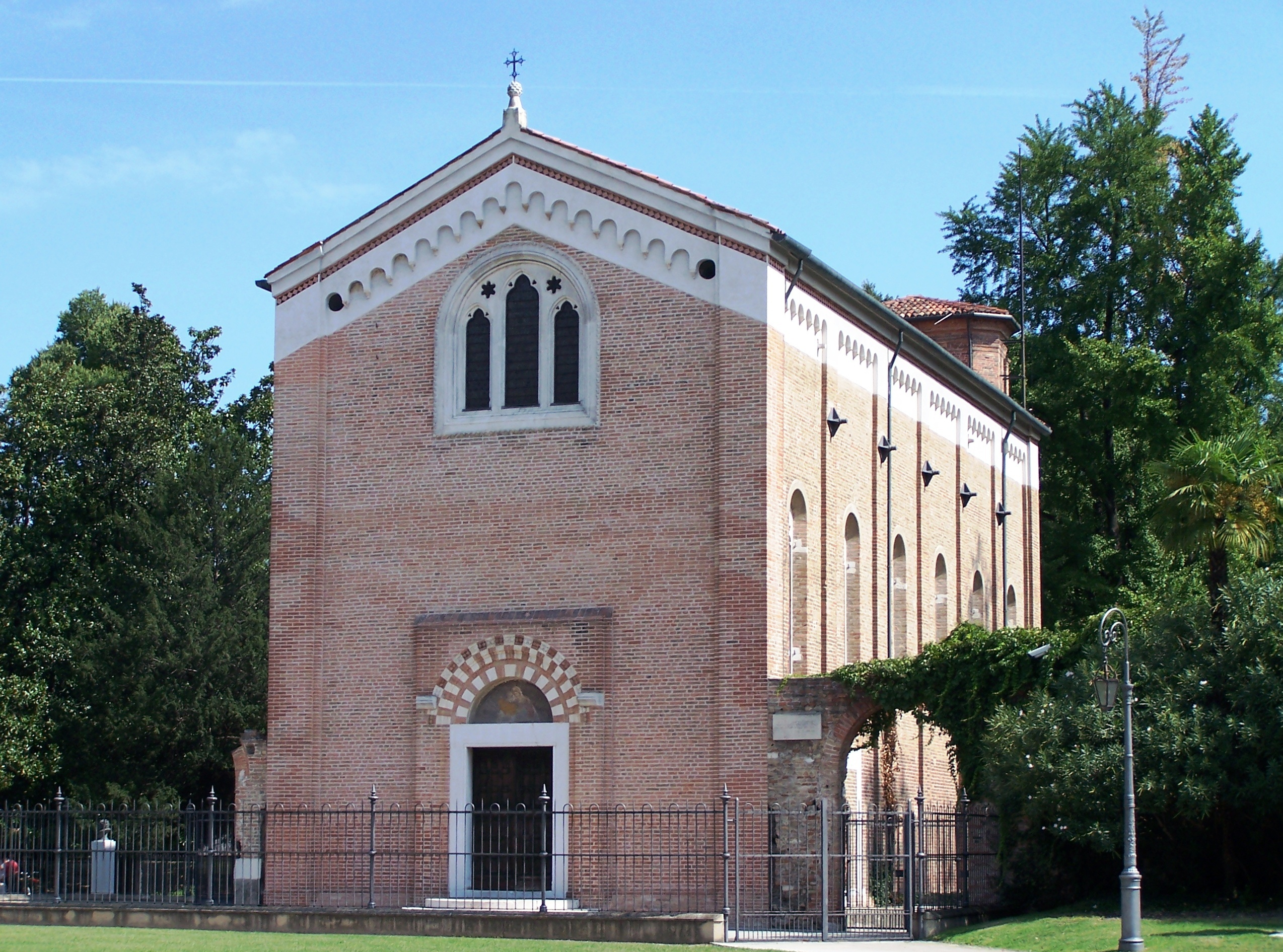
Зовнішній вигляд каплиці Скровеньї

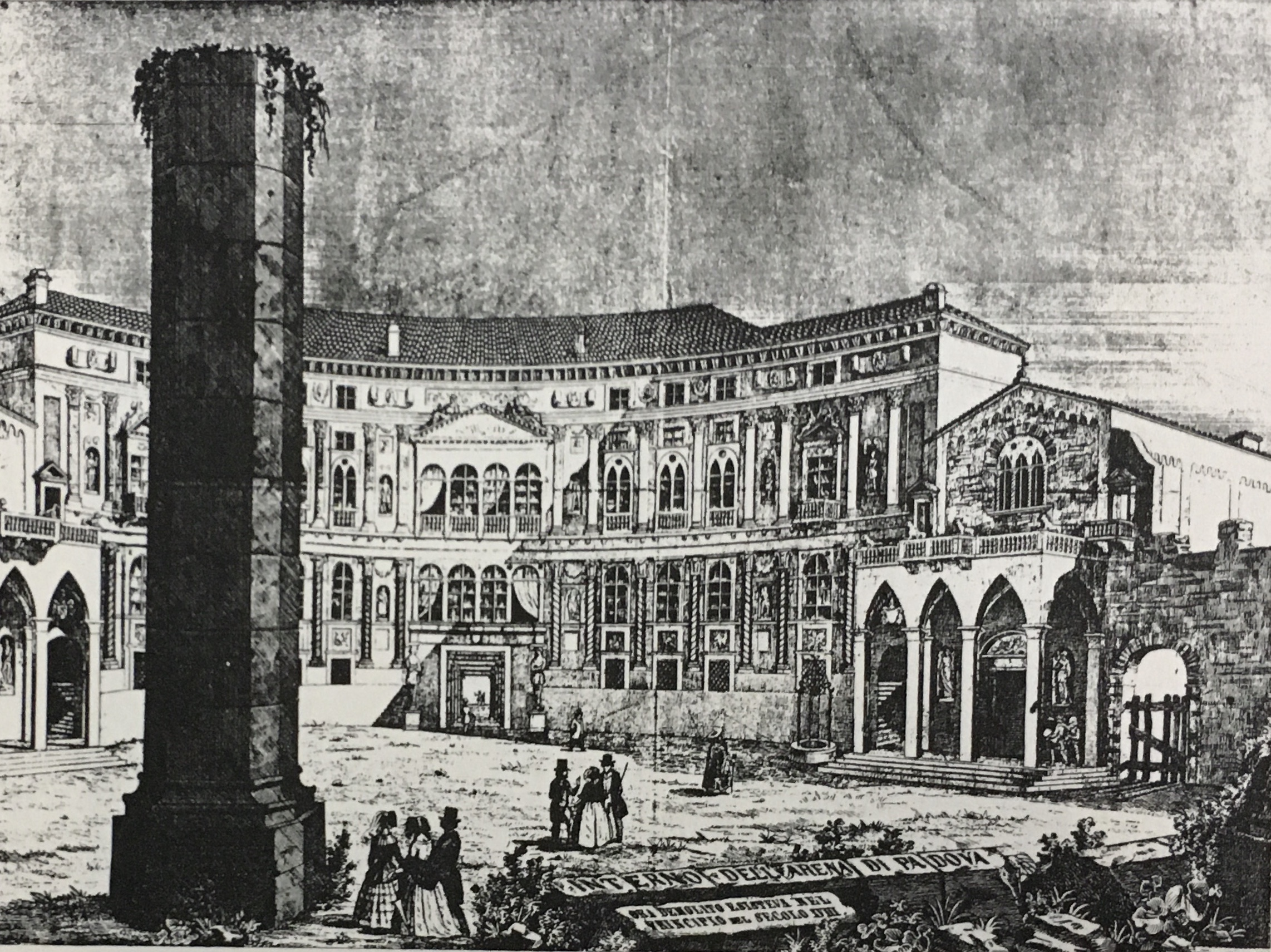
Гравюра 1842 року (з більш ранньої акварельної картини) показує Каплицю Арени праворуч від старішого палацу, також купленого та переобладнаного Енріко Скровеньї. Палац було зруйновано до 1827 року.

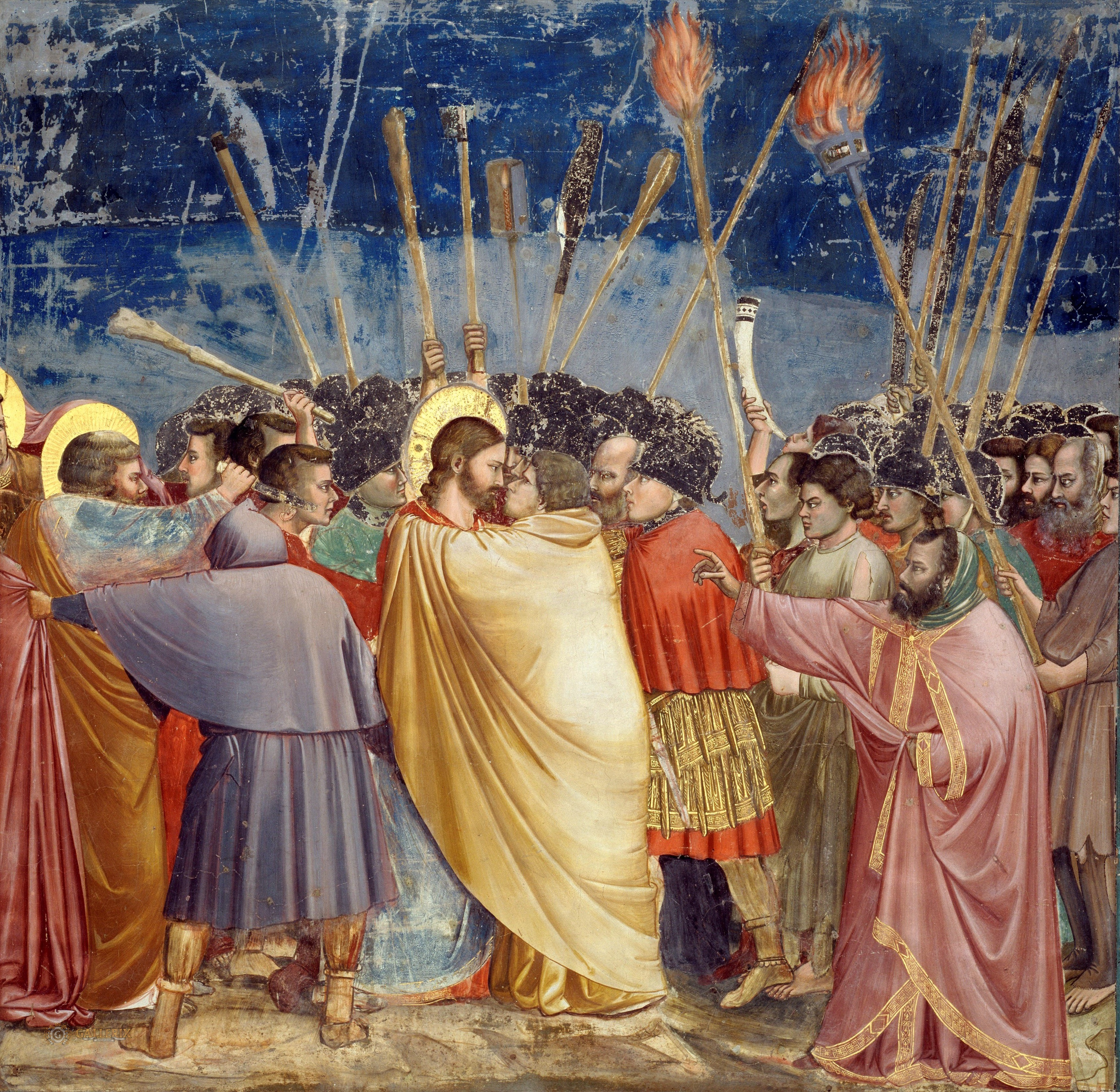
Поцілунок Юди, одна з панелей каплиці Скровеньї

Каплиця Скровеньї (італ. Cappella degli Scrovegni [kapˈpɛlla deʎʎi skroˈveɲɲi]) — невелика церква, що примикає до монастиря августинців, монастиру Еремітанців в Падуї, регіон Венето, Італія. Зараз каплиця та монастир є частиною комплексу Громадського музею Падуї.
Каплиця містить фресковий цикл Джотто, завершений близько 1305 року і вважається важливим шедевром західного мистецтва. У 2021 році каплиця була оголошена частиною Всесвітньої спадщини ЮНЕСКО фрескових циклів XIV століття, що включає 8 історичних будівель у центрі міста Падуя. Зокрема, каплиця Скровеньї містить найважливіші фрески, які ознаменували початок революції в настінному живописі та вплинули на техніку, стиль і зміст фресок протягом цілого століття.

## Опис
Джотто та його команда покрили всі внутрішні поверхні каплиці фресками, включаючи стіни та стелю. Довжина нави — 20,88 м, ширина — 8,41 м, висота — 12,65 м. Область апсиди складається з квадратної площі (глибина 4,49 м і ширина 4,31 м) і п'ятикутної зони (глибина 2,57 м). Найбільшими елементами фрески є обширні цикли, що показують життя Христа та життя Богородиці. На стіні в тильній частині церкви з входом до каплиці, зображено Страшний суд. Також в каплиці присутні гризайлі (монохромні), що показують вади та чесноти.
Церква була присвячена Санта-Марії делла Каріті на свято Благовіщення в 1303 році та освячена в 1305 році. Значна частина циклу фресок Джотто присвячена життю Діви Марії та відзначає її роль у спасінні людини. Мотет написаний Маркетто Падуанським був створений для посвячення каплиці 25 березня 1305 року. Каплиця також відома як Каплиця Арени, тому що вона була побудована на землі, придбаній Енріко Скровеньї, яка прилягала до місця римського амфітеатру. На цьому місці відбувались процесії під відкритим небом та репрезентація Благовіщення Діві Марії ще за покоління до зведення каплиці.